# مطار مالام أمينو كانو الدولي
مطار مالام أمينو كانو الدولي (إياتا: KAN، إيكاو: DNKN) مطار يخدم مدينة كانو في نيجيريا.

## شركات الطيران والوجهات

### الركاب
| شركـات طيـران           | الوجهات |
| ----------------------- | --- |
| Aero Contractors        | مطار نامدي أزيكيوي الدولي، مطار مورتالا محمد الدولي                                                                        |
| إير بيس                 | مطار نامدي أزيكيوي الدولي، مطار أسابا الدولي، مطار مورتالا محمد الدولي، مطار ديوري حماني، Owerri، مطار بورت هاركورت الدولي |
| طيران أريك              | مطار نامدي أزيكيوي الدولي                                                                                                  |
| Azman Air               | مطار نامدي أزيكيوي الدولي، مطار مورتالا محمد الدولي                                                                        |
| بدر للطيران             | مطار الخرطوم الدولي |
| مصر للطيران             | مطار القاهرة الدولي |
| الخطوط الجوية الإريترية | مطار أسمرة الدولي، مطار الخرطوم الدولي                                                                                     |
| الخطوط الجوية الإثيوبية | مطار أديس أبابا بولي الدولي                                                                                                |
| طيران ناس               | مطار الملك عبد العزيز الدولي                                                                                               |
| Max Air                 | مطار نامدي أزيكيوي الدولي، Benin City، مطار مورتالا محمد الدولي موسمي عارض: مطار الملك عبد العزيز الدولي                   |
| الخطوط الجوية القطرية   | مطار حمد الدولي |
| الخطوط السعودية         | مطار الملك عبد العزيز الدولي، مطار الأمير محمد بن عبد العزيز الدولي                                                        |
| الخطوط الجوية السودانية | مطار الخرطوم الدولي |
| تاركو للطيران           | مطار الخرطوم الدولي |
| ValueJet                | مطار نامدي أزيكيوي الدولي                                                                                                  |

### الشحن
| شركـات طيـران           | الوجهات                      |
| ----------------------- | ---------------------------- |
| Aerotranscargo          | مطار ميونخ الدولي            |
| مصر للطيران             | مطار القاهرة الدولي          |
| الخطوط الجوية الإثيوبية | مطار لييج                    |
| الخطوط السعودية للشحن   | مطار الملك عبد العزيز الدولي |